# Anaxandra
Anaxandra, levde på 220-talet f.Kr, var en grekisk konstnär. Hon upptogs i Stromateis av Klemens av Alexandria som exempel på att även kvinnor var kapabla att uppnå perfektion.
Nedslagskratern Anaxandra på planeten Venus är uppkallad efter henne.